# Цветково (бывшее Добринское сельское поселение, Калининградская область)
Цветково — посёлок в Калининградской области России. Входил в состав Добринского сельского поселения в Гурьевском районе.

## История
Поселение на месте современного Цветкова впервые упоминается под 1402 годом. До 1785 года населенный пункт назывался Бергервюн.
В 1946 году Бергау был переименован в поселок Цветково.

## Население
| 2002 | 2010 |
| ---- | ---- |
| 6    | ↘5   |

В 1910 году проживало 356 человек, в 1933 году — 321 человек, в 1939 году — 341 человек.